# 陈于鼎
陈于鼎（1600年1月2日—1661年6月6日），字爾新，號實菴，又号南山逸史，直隸宜兴人，明朝政治人物，進士出身。

## 生平
万历二十八年（1600年）生，十一岁童子试考上秀才。後漳州參将郑芝龙聘為家塾教师，教其子郑成功。天啓元年（1612年）辛酉科應天鄉試第四名舉人，為《春秋》經魁。崇祯元年（1628年）登戊辰科進士，选翰林院庶吉士，授编修，崇禎六年（1633年）开始戏剧创作。弘光时，官左春坊左庶子掌院事。
降清後，任弘文馆编修，因替苏州人申氏作保借旗债，受累革职。南归后，定居镇江。顺治十六年（1659年）郑成功兵临镇江，陈于鼎与知府戴可进等计议迎降。郑成功兵败后，清廷查办“通海案”，顺治十八年（1661年）陈于鼎被检举入狱，解押往北京处决。临刑时说：“明末惟李定国、郑某水陆两大战差可人意。吾得附其骥尾，死何恨哉。”

## 家族
父陈一教。兄陳于泰，状元。